# Sede regionale della Rai di Firenze
La Sede regionale della Rai di Firenze è il centro di produzione radiotelevisiva regionale della RAI Radiotelevisione Italiana in Toscana, e si trova all'innesto tra il lungarno Colombo e il largo De Gasperi nella zona di Varlungo in Largo Ettore Bernabei, lo storico direttore generale RAI scomparso nel 2016 e fiorentino di nascita.
Forte segnale tecnologico ed imponente presenza volumetrica ai confini orientali della città, l'enorme complesso occupa un'area di circa 18000 m² tra la via Aretina e il lungarno, in riva al fiume e in vista dei colli, in prossimità dello snodo autostradale di Firenze Sud. Del terreno disponibile è coperta solo la nona parte, essendo il rimanente sistemato a giardino e a parcheggio.

## Storia
La prima sede Rai di Firenze era situata in piazza Santa Maria Maggiore, in una piazza vicino al Duomo fra via Panzani e via Cerretani.

### La comunicazione alla Rai dell’esondazione dell’Arno
Fu da quella sede che venne comunicata l’esondazione dell’Arno via collegamento radiofonico con i giornalisti chiusi nella sede. Nel primo collegamento radiofonico la sede di Roma non credette a pieno ai giornalisti a tal punto da invitarli a scendere e prendere un caffè lasciando nello sconforto i giornalisti che non ebbero neanche la forza di ridere. Nel secondo collegamento venne un’intuizione ai giornalisti presenti in sede ovvero calare un microfono dalla finestra per far sentire il rumore dell’acqua che passava per via cerretani. Fu lì che allora vennero presi sul serio.

### La nuova sede
Concertato con l'allora direttore di sede della Rai Carlo Vigo, il progetto, di grandissima complessità tecnica, fu redatto dall'architetto Italo Gamberini in collaborazione con gli architetti Antonio Bambi, Luciano Peracchio, Sergio Barsotti e Loris Macci tra il 1962 e il 1965.
I lavori iniziarono nel settembre 1965 per concludersi con l'inaugurazione dell'edificio il 18 aprile 1968.
A Gamberini si deve anche la progettazione dell'arredamento e del giardino oltre che la soprintendenza artistica di tutti i settori del complesso. La costruzione venne eseguita nel suo insieme da 176 ditte e le fu conferito il premio In/Arch 1969.

## Descrizione
Il complesso si articola in quattro nuclei con funzioni differenti: gli uffici, gli studi, il telecinema e la centrale elettrica, per un volume complessivo di circa 80.000 m3 di cui 38.000 interrati.
La composizione appare serrata e plasticamente modellata, con forti variazioni di altezze e di volumi e un intenso gioco di chiaroscuri.
Il corpo principale è costituito dal blocco nord-sud, destinato ad uffici, a cui è incernierato, tramite un nucleo a pianta quadrata maggiormente elevato in altezza, un secondo corpo di fabbrica disposto in direzione est-ovest ortogonalmente al primo. Nella parte centrale sono contenuti i volumi tecnici, il vano scala centrale e il traliccio metallico della torre-antenna.
Le differenti funzioni sono denunciate all'esterno dal diverso trattamento dei volumi: tagliato da finestre a nastro quello degli uffici, chiuso e compatto il corpo di fabbrica destinato alle produzioni.
Accanto al corpo-cerniera centrale si apre l'ingresso, segnalato da una lunga pensilina con struttura metallica e sovrastato dal cavo degli atri di piano, la cui progressione è conclusa dal volume in sporgenza dell'aula della mensa, totalmente vetrata e collegata alla terrazza sottostante da una scala metallica elicoidale.
La struttura dell'edificio è interamente in cemento armato, salvo che nella zona dell'atrio principale e degli atri di piano, dove la struttura metallica ha permesso luci più ampie; metallica è anche la maglia ortogonale della struttura a vista del corpo di fabbrica degli studi che per ragioni di insonorizzazione presenta il particolare accorgimento tecnico di una intercapedine tra le strutture portanti e le murature degli studi e quelle dell'involucro esterno, che appare completamente chiuso.
La parete est dell'edificio degli studi si riflette nella vasca ad essa prospiciente, pavimentata a mosaico, verso la quale digradano i volumi delle fioriere accostate alla vetrata d'ingresso, mentre la parete ovest è modellata dagli aggetti dei volumi destinati al transito del personale.
Il camminamento al livello più basso prosegue per collegarsi all'edificio della centrale termica, interamente rivestito in acciaio porcellanato blu-grigio indaco. Il settore degli uffici è percorso per tutta la lunghezza dei fronti dalle fasce orizzontali dei parapetti e delle finestre a nastro, con infissi in alluminio anodizzato e frangisole ad elementi mobili; il fronte Sud presenta al piano rialzato una lunga passerella pedonale coperta da una pensilina.
Alle testate dei corpi di fabbrica si elevano i corpi scala accessori, connotati dalla successione verticale delle strette aperture d'angolo.
Le pareti esterne sono rivestite in silipol di colore aranciato, colore che vuole essere sintesi del tradizionale cromatismo fiorentino del cotto e della pietraforte, ottenuto dopo più di 30 campionature. Da questo fondo cromatico omogeneo si staccano il blu-grigio-indaco dell'acciaio porcellanato di rivestimento delle torri degli ascensori e il rame rigato dei pesanti coronamenti - i "cappelli" di miesiana memoria.
Nell'atrio principale domina la struttura metallica della scala principale, il cui pilone di sostegno si eleva da una base parallelepipeda di marmo bianco apuano, componendo insieme al rivestimento parietale in lastre di pietra serena e alla vetrata in cristallo opera di Guido Polloni, un gioco cromatico di grande raffinatezza.

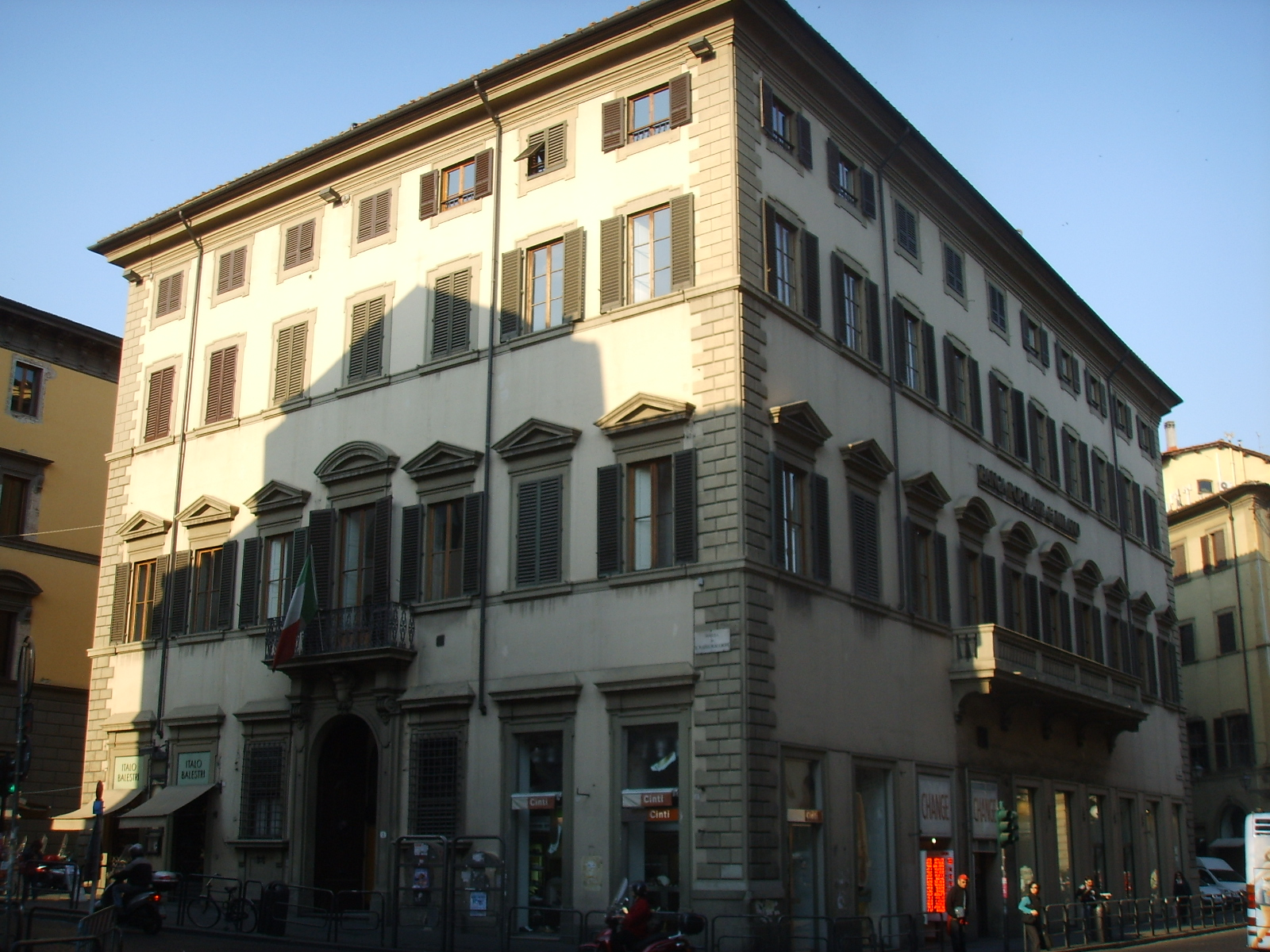
Il palazzo delle Cento Finestre ex sede Rai
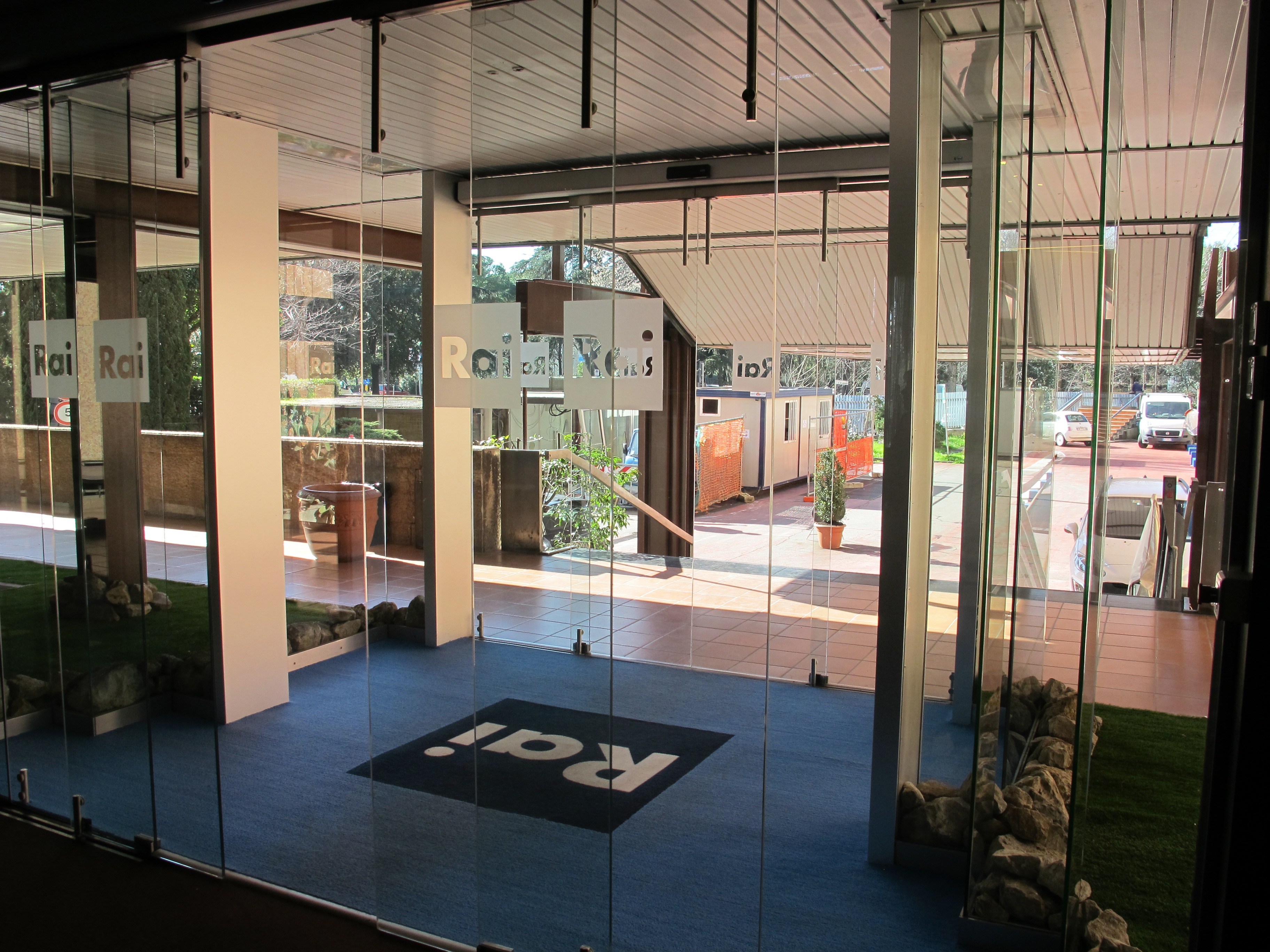
Ingresso
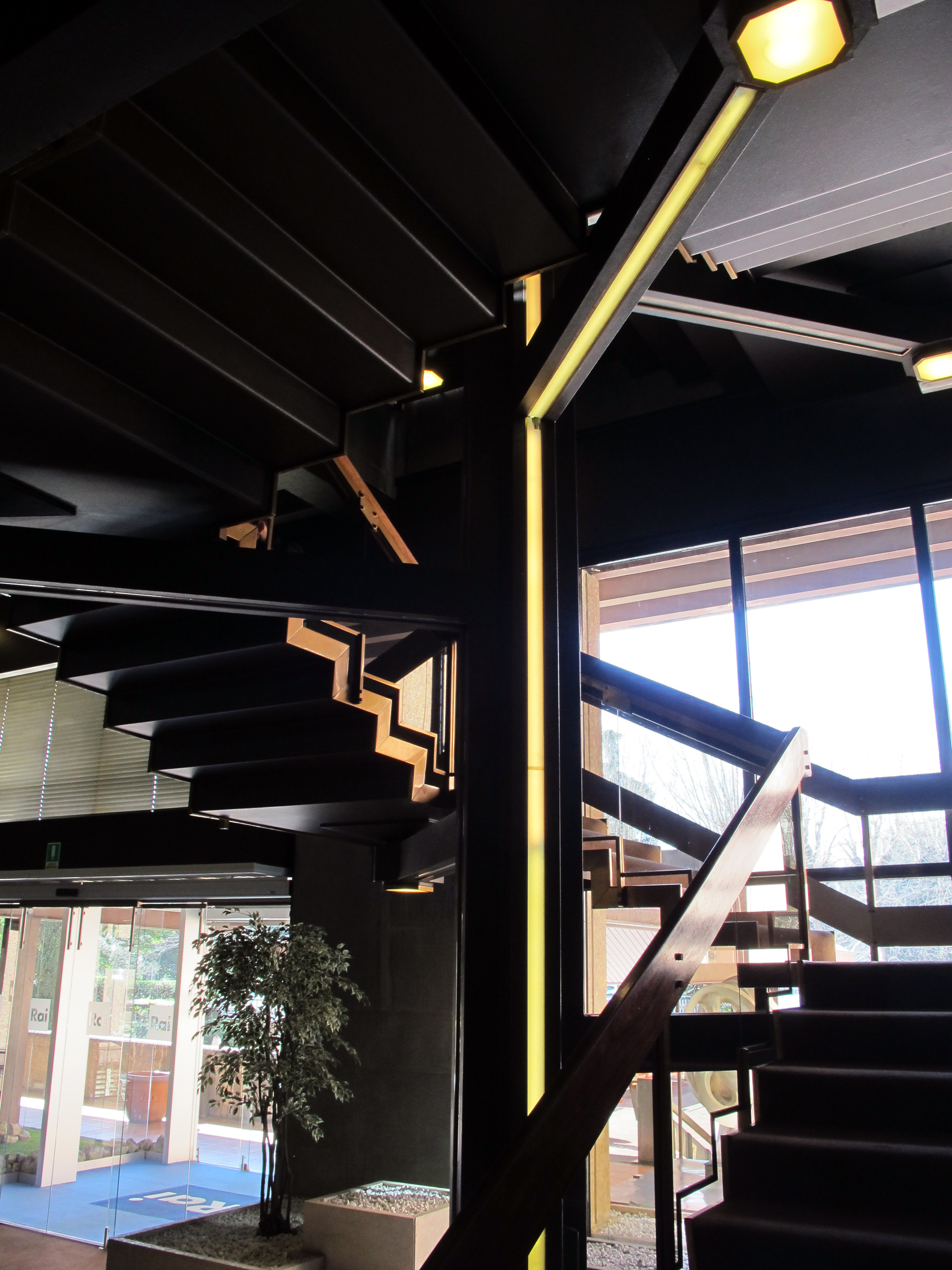
La scalinata principale
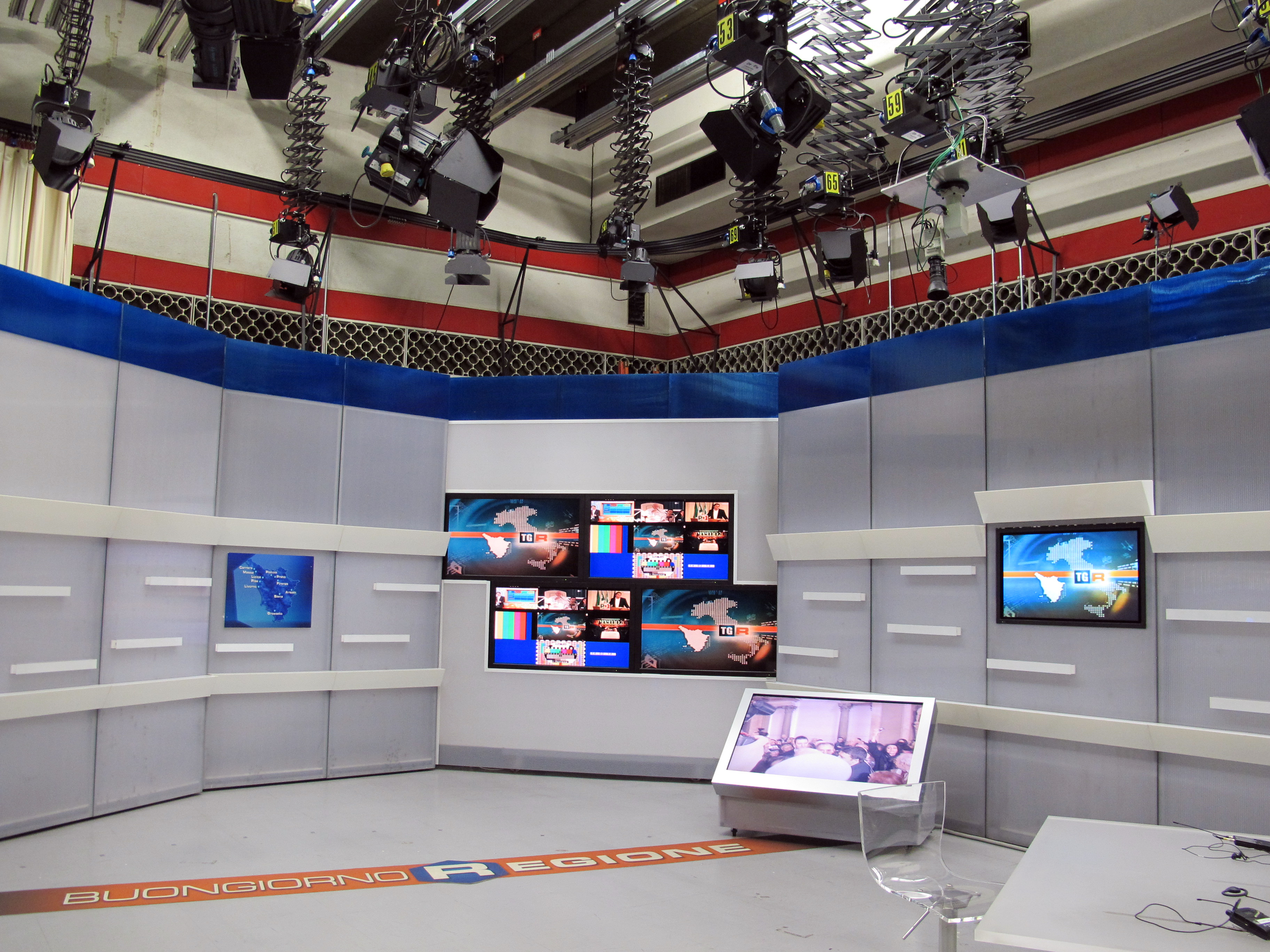
Lo studio televisivo del TGR usato fino al 2015

## Opere d'arte
Diversi sono gli artisti che eseguirono opere d'arte originali per il nuovo edificio:
- Sauro Cavallini per la scultura esterna Volo di Gabbiani,
- Enrico Ciuti per la scultura parabolica dell'atrio Voci nello spazio,
- Marcello Fantoni per il bassorilievo in rame La Musica nella galleria direzionale,
- Quinto Martini per il gruppo marmoreo Le onde della Radio dell'ingresso principale,
- Guido Polloni e Sergio Papucci per la grande vetrata spaziale dell'atrio principale,
- Anna Romano per il bozzetto ed i cartoni per il mosaico della vasca nel piazzale principale,
- Venturino Venturi per la statua in ferro sbalzato e patinato nell'atrio dell'auditorio A.

## Fortuna critica
Evocativa di quel "primo razionalismo italiano" cui Gamberini deve la sua formazione, l'opera si avvale anche di spunti dall'architettura di Mies van der Rohe e di "suggestioni brutaliste", rifiutando "nella sua impostazione concettuale le attribuzioni di oggetto bello e di palazzo" per aspirare legittimamente ad una "figuratività tecnologica di concreta complessità", riuscendo ad affrancarsi "dall'incolore repertorio delle occasioni perdute".

## Programmi

### Attuali
- Buongiorno Regione
- Radio 1 Night Club, programma condotto a due voci, nel quale uno dei conduttori, Gianfranco Monti, trasmette dalla sede di Firenze
- TG Regione
- Rai Meteo Regionale (14:20 e 19:55). Il territorio regionale è suddiviso in zone climatiche: Appennino Toscano, Garfagnana e Lunigiana (comprendente Firenze, Prato, Pistoia e Lucca), Colline Toscane e Monte Amiata (comprendente Chiusi, Arezzo, Siena e Massa) e Litorale Toscano e Maremma (comprendente Pisa, Livorno, Grosseto e Carrara).
- Bellitalia

### Passati
- Il Settimanale edizione regionale della Toscana
- Calcio d'Angolo, trasmessa all'interno del TGR.
- La Corrida - Dilettanti allo sbaraglio - decima e ultima edizione radiofonica (settembre 1978 - luglio 1979)